# خط ۴ متروی مادرید
خط ۴ متروی مادرید (انگلیسی: Line 4) یکی از خطوط متروی مادرید است که در سال ۱۹۴۴ تأسیس شده و دارای ۲۳ ایستگاه و ۱۶ کیلومتر طول است.

## نگارخانه

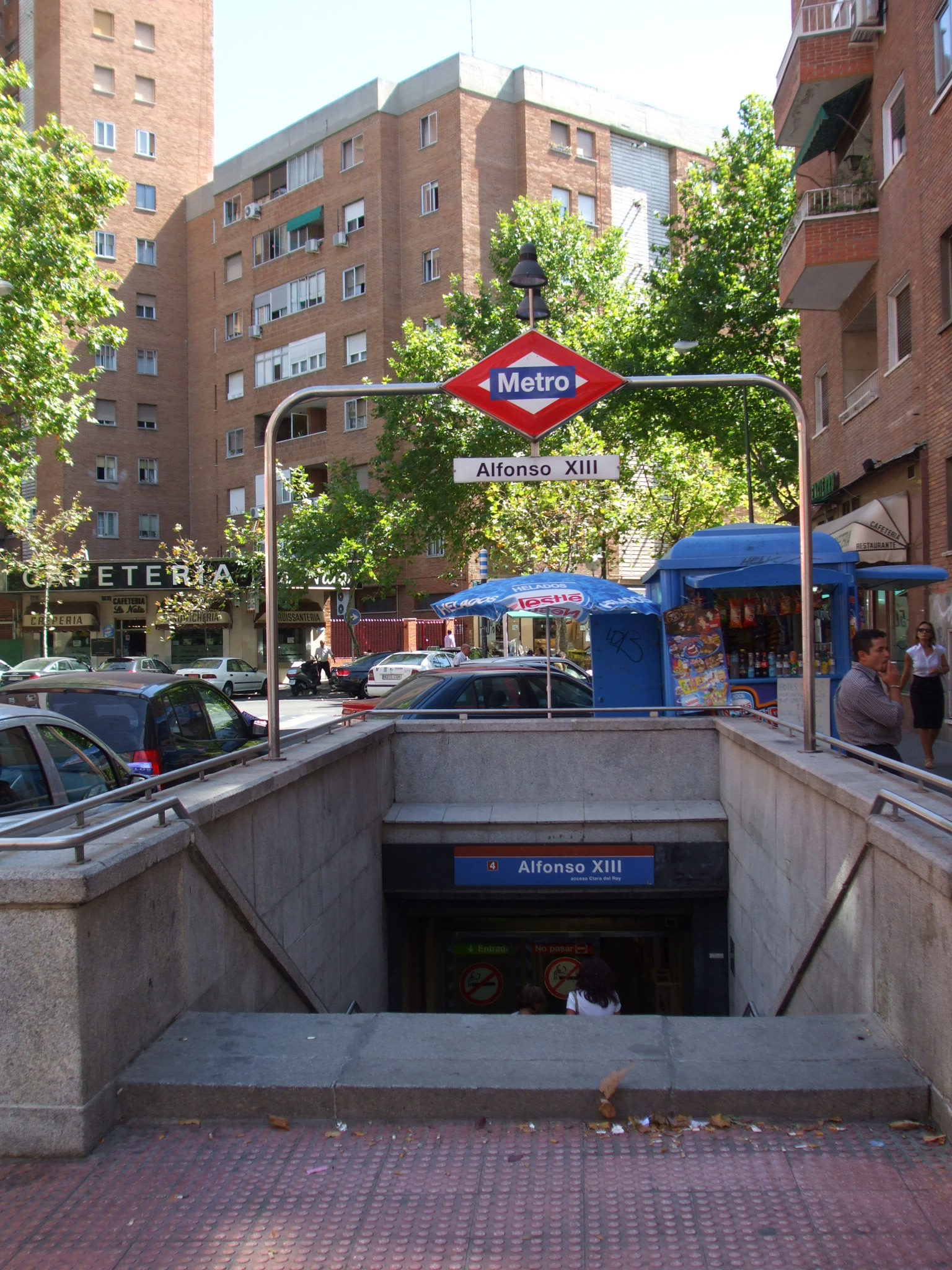
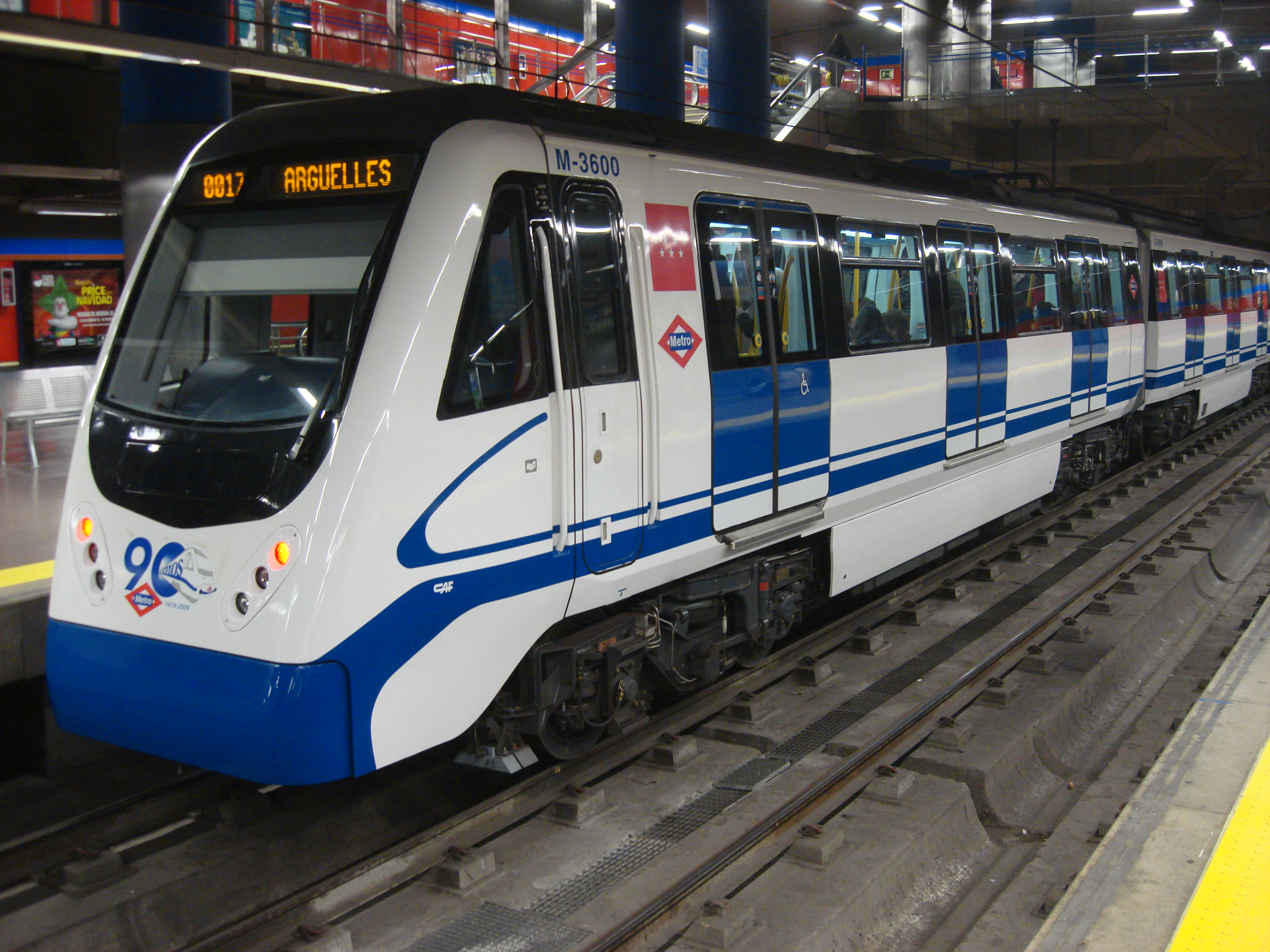
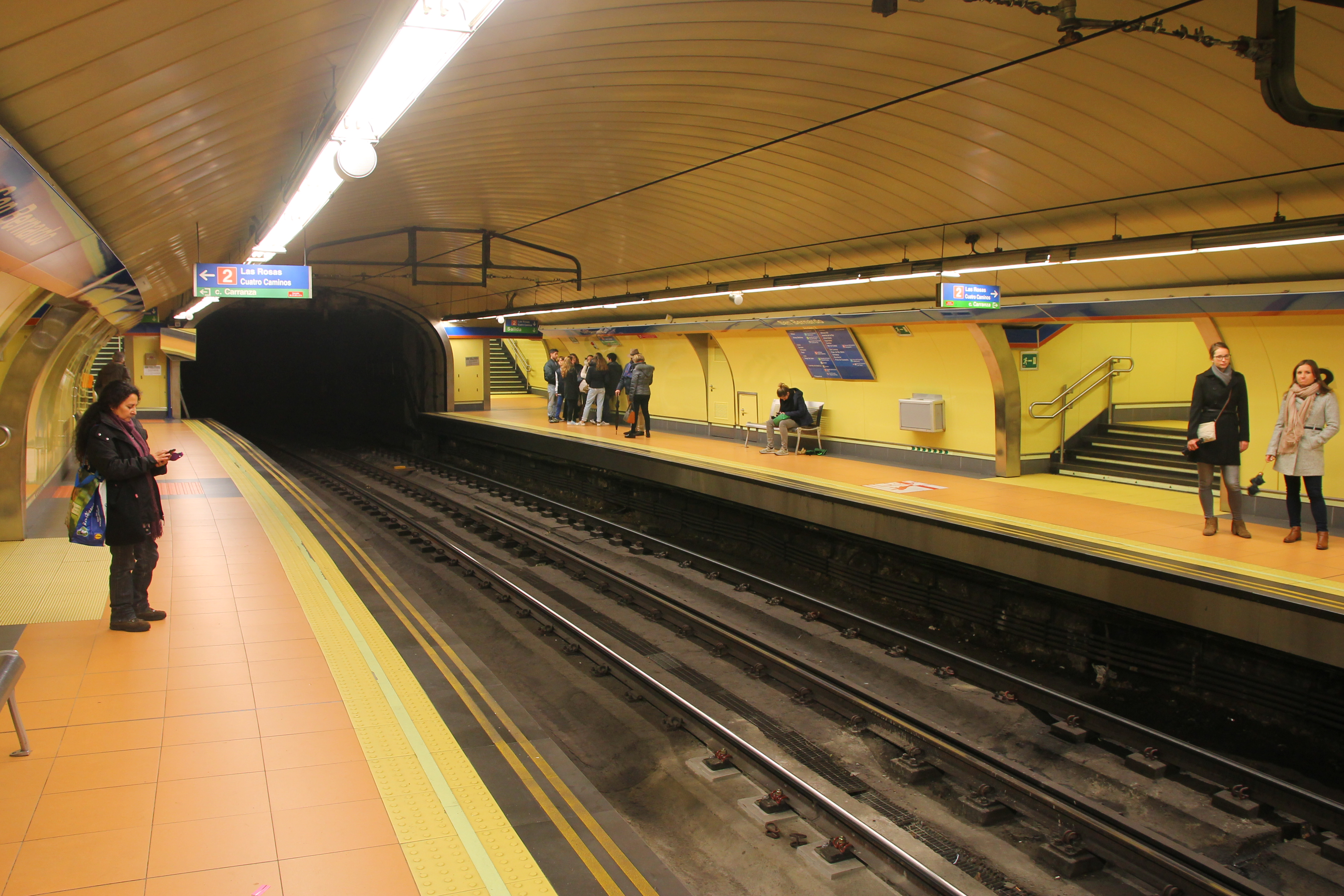
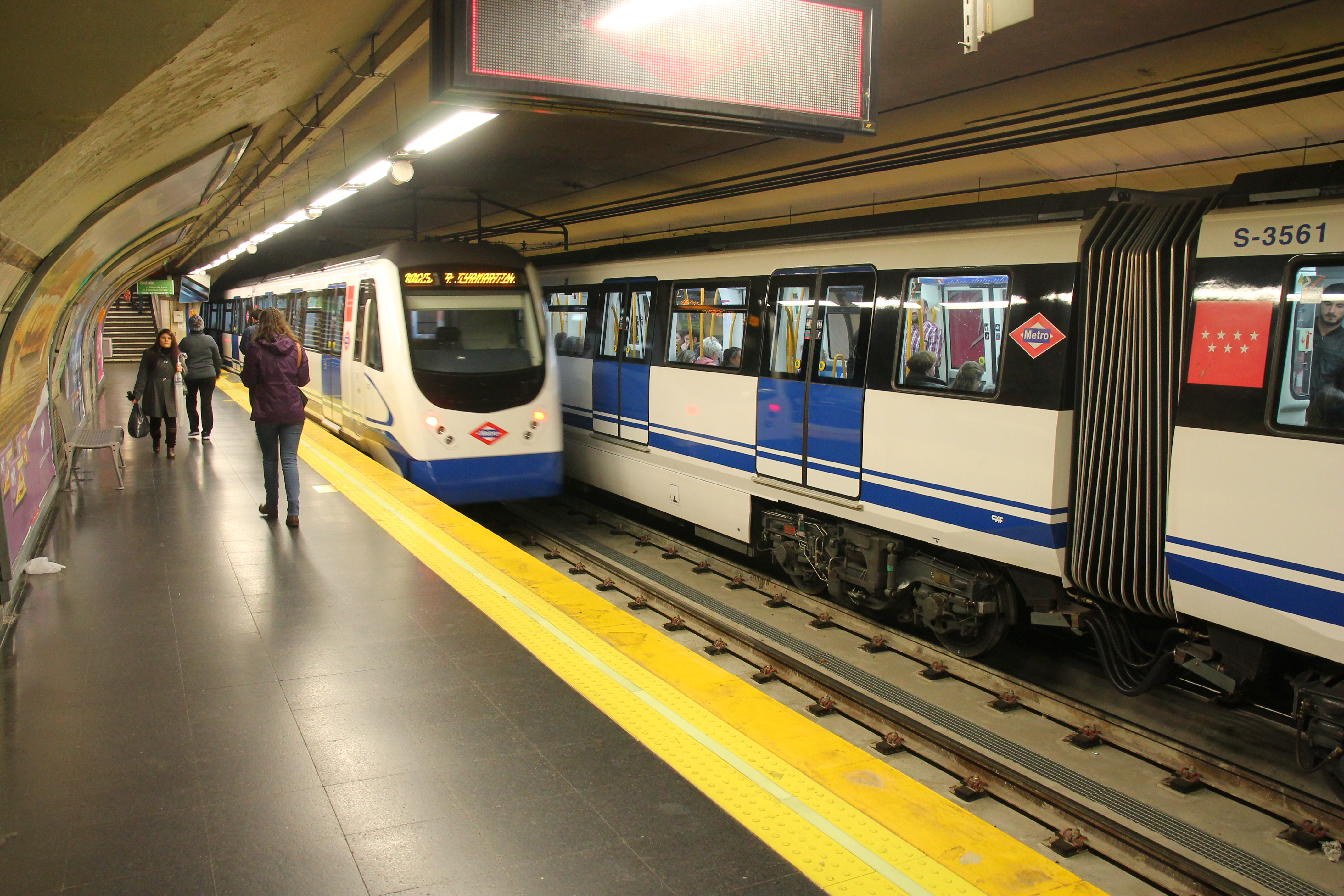